# パタフィジック
パタフィジック（形而超学、空想科学、フランス語: 'Pataphysique, 英語: 'Pataphysics, パタフィジックス）とは、フランスの作家アルフレッド・ジャリの造語で、形而上学（フランス語: Métaphysique）の領域を超えたところにあるものを研究するために使われる哲学のこと。それは現代科学の理論・方法のパロディで、ナンセンス（Nonsense）な言い回しで表されることが多い。パタフィジックを行っている人をパタフィジシャン（'pataphysician）またはパタフィジキスト（'pataphysicist）という。

## 歴史

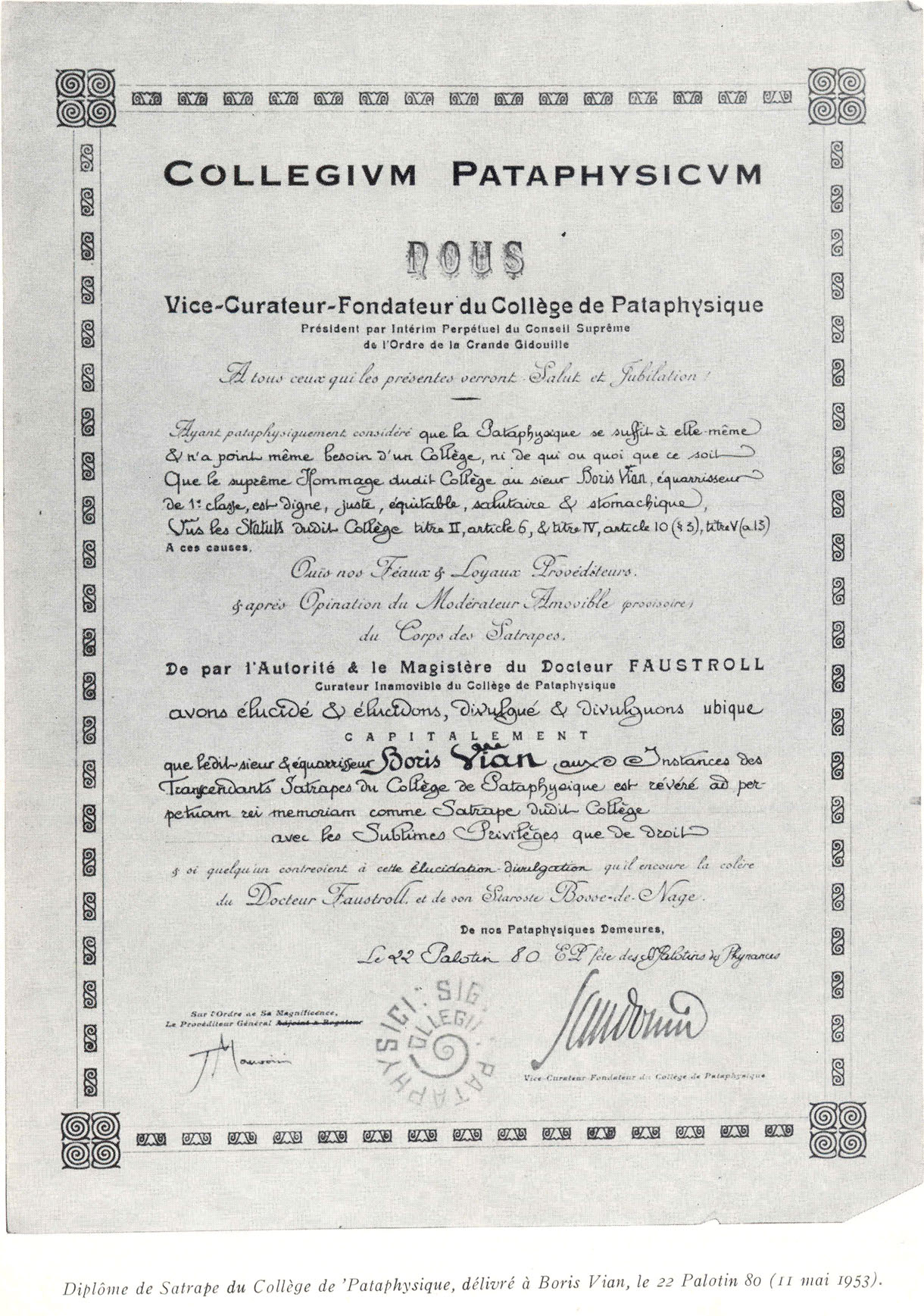
ボリス・ヴィアンのコレージュ・ド・パタフィジック会員免許状

「パタフィジック」という語が最初に登場したのは、『L'Écho de Paris littéraire illustré』誌1893年4月28日号に載ったアルフレッド・ジャリの戯曲『Guignol（ギニョール）』の中である。ジャリは後にパタフィジックを「その仮想現実性によって表された対象の特性をその外形に象徴的に帰する想像上の解決の科学」と定義した（『フォーストロール博士言行録』第2巻8）。レーモン・クノーはパタフィジックを「矛盾と例外の事実に基づいて」在るものと述べている。
ジャリは「ただの駄洒落に取られないよう」綴りの先頭にアポストロフィー（'）を入れることを命じた。
1948年5月1日にパリで、パタフィジック哲学に関心のあった芸術家・作家によって、コレージュ・ド・パタフィジックというグループが結成された。そのモットーは「Eadem mutata resurgo（ラテン語「変化はしても、私は同じものとして蘇る」）」で、その長はジャン・モレ男爵だった。Warren Motteによれば、メンバーの中には作家・編集者のノエル・アルノー（Noël Arnaud, 1919年 - 2003年）、作家リュック・エティエンヌ（Luc Étienne, 1908年 - 1984年）、ラティス、化学工学者・数学者フランソワ・ル・リオネ（François Le Lionnais, 1901年 - 1984年）、詩人ジャン・レスキュール（Jean Lescure, 1912年 - 2005年）、そしてレーモン・クノーがいたという。メンバーたちはウリポとも関係していた。コレージュの出版物には『Cahiers du Collège de 'Pataphysique』、『Dossiers du Collège de 'Pataphysique』などがある。
著作家のレーモン・クノー、ジャン・ジュネ、ウジェーヌ・イヨネスコ、ボリス・ヴィアン、ジャン・フェリー（Jean Ferry）らは自分たちのことをパタフィジックの伝統の崇拝者だと述べている。
パタフィジックの中心は最初フランスだったが、1950年代になって、ブエノスアイレスとミラノにパタフィジカル研究所が作られ、1960年代にはヨーロッパ各国（ロンドン、エディンバラ、ブダペスト、リエージュなど）に崇拝者が広まった。さらに1970年代には、ドイツ、スウェーデン、スイス、カナダ、オランダにも広がり、パタフィジックの国際化が進んだ。
SF作家パット・マーフィーのいくつかの作品では、パタフィジックならびにパタフィジシャンが大きな位置を占めている。

## 美術の中のパタフィジック
1960年には、ファインアートの様々な形式、とくにポップアート、大衆文化の中で、パタフィジックがコンセプチュアル原理として使われるようになった。パタフィジックの伝統を受けた作品はその創造の過程に焦点をあてる傾向があり、偶然と気まぐれな選択の要素がしばしばその過程の鍵となった。マルセル・デュシャンやジョン・ケージの代表作がその例である。シチュアシオニスト・インターナショナル（Situationist International）の創立メンバーでパタフィジシャンのAsger Jorn（1914年 - 1973年）は、パタフィジックを新宗教と言及した。漫画家のルーブ・ゴールドバーグ（1888年 - 1970年）とW・ヘス・ロビンソン（W. Heath Robinson, 1872年 - 1944年）はパタフィジカルなマシンを考案した（ルーブ・ゴールドバーグ・マシン参照）。

## 音楽の中のパタフィジック
- ビートルズの『マックスウェルズ・シルヴァー・ハンマー』（1969年、『アビイ・ロード』収録）の歌詞の中に「パタフィジカル科学」という言葉が出てくる。
- イギリスのプログレッシブ・ロック・バンド、ソフト・マシーンのアルバム『ヴォリューム2（Volume Two）』（1969年）の中に、『Pataphysical Introduction - part I』『Pataphysical Introduction - part II』という曲が収録されている。
- テクノ・ポップバンドから即興主体のフリー・ミュージックへ転換したヒカシューは、近年の作品を「pataphysic songs」と定義している。
- 1999年、日本のバンド、Acid Mothers Templeは『Pataphysical Freak Out』をリリースした。